# Anticiclone balcanico
L'anticiclone balcanico è una struttura di alta pressione dinamica che può instaurarsi nell'area corrispondente alla penisola balcanica.

## Genesi
L'anticiclone balcanico può risultare dall'espansione nord-orientale dell'anticiclone subtropicale africano, o essere un'entità a sé stante una volta isolatosi dalla suddetta area anticiclonica subtropicale da cui può trarre origine: in quest'ultimo caso, viene a formarsi un'area di alta pressione di blocco.
La sua formazione è più probabile durante la primavera e l'autunno, anche se non può essere esclusa nelle altre stagioni.

## Effetti sul clima

### Stabilità atmosferica sulla penisola balcanica
La formazione dell'anticiclone balcanico crea condizioni di tempo stabile e soleggiato per più giorni nell'area della penisola balcanica e in parte dell'Europa orientale, con temperature atmosferiche superiori a quelle medie per il contributo subtropicale africano.
A ovest della penisola balcanica, può formarsi un'area ciclonica, spesso una goccia d'aria fredda, che tende a rimanere stazionaria fino al suo colmamento: in questo caso l'aumento delle temperature sull'Europa sud-orientale è più sensibile per la risalita più decisa di aria calda da sud.
In alternativa, si può creare un "corridoio" per il passaggio delle perturbazioni atlantiche che, una volta giunte sul Mediterraneo centrale, possono seguire due strade diverse. Nel primo caso, tendono generalmente a dirigersi verso nord-est se il minimo depressionario che le alimenta si colloca sull'Europa sud-occidentale e l'anticiclone balcanico risulta essere, al contempo, l'estensione nord-orientale dell'anticiclone subtropicale africano. Nel secondo caso, il loro movimento tende ad essere da nord-ovest verso sud-est, fino al Mar Libico e al Mar Egeo, se il centro di bassa pressione è situato in posizione più settentrionale, l'anticiclone balcanico risulta essere un'alta pressione di blocco a seguito del ritiro verso sud dell'anticiclone subtropicale africano e, contemporaneamente, viene a crearsi un altro vortice di bassa pressione sul Mediterraneo sud-orientale.

### Maltempo sull'Italia
La formazione di un'area di alta pressione di blocco sulla penisola balcanica risulta molto spesso foriero di perturbazioni per la penisola italiana che, fino ad una successiva rimonta altopressoria, viene a trovarsi esposta al transito di perturbazioni, o agli effetti dell'azione di un'area depressionaria (spesso una goccia d'aria fredda in quota). Spesso infatti, rimonte così estese e persistenti dell'alta pressione africana sull'Est europeo sono proprio originate da depressioni semi-stazionarie sull'Ovest e Centro Europa, perciò queste perturbazioni, oltre ad essere una frequente conseguenza dell'anticiclone balcanico, ne sono proprio la causa.
Se l'anticiclone balcanico rimane fuso all'anticiclone subtropicale africano, l'Italia vede il passaggio di sistemi frontali da sud-ovest verso nord-est che, in base alla posizione della depressione di origine, possono limitarsi ad interessare soltanto le regioni dell'Italia nord-occidentale o scendere anche verso la Sardegna e le regioni del versante tirrenico, per poi trasferirsi verso l'Italia nord-orientale e l'Europa centrale (non proseguono la loro avanzata verso Est proprio per il blocco anticiclonico presente sui Balcani).